# Nils Lundell
Nils Johan Israel Lundell, född 23 december 1889 i Stockholm, död 11 juli 1943 i Oscars församling, Stockholm, var en svensk skådespelare.

## Biografi
Lundell var under inledningen av sin karriär engagerad i olika kringresande teatersällskap. Debuten kom 1907 i Anna-Lisa Hwassers sällskap, varefter Lundell fortsatte vid Håkon Nilssons 1908, Karin Swanströms 1911–1914, vid Skådebanan 1914–1917, Hjalmar Selanders 1917–1918 och därefter Albert Ranfts dramatiska sällskap. 1918 blev han knuten till Intima teatern och i mitten på 1920-talet vid Komediteatern, där han blev kvar fram till 1938. Han studerade även utomlands åren 1921–1922.
Han filmdebuterade 1913 i Ingeborg Holm och han kom att medverka i ett femtiotal filmer.
Lundell led av en kronisk lungsjukdom, vilket bidrog till att ge en viss svärta åt de roller han spelade. Han var under en period gift med skådespelaren Mimi Pollak och från 1942 med Siri Jernberg, född Berggren. Lundell begravdes i Gustav Vasa Columbarium i Stockholm. i 

## Filmografi i urval
- 1913 – Ingeborg Holm
- 1917 – Mellan liv och död
- 1917 – Thomas Graals bästa film
- 1918 – Fyrvaktarens dotter
- 1919 – Sången om den eldröda blomman
- 1920 – Karin Ingmarsdotter
- 1921 – Kvarnen
- 1921 – En vildfågel
- 1921 – En lyckoriddare
- 1922 – Kärlekens ögon
- 1922 – Vem dömer
- 1923 – Eld ombord
- 1924 – Carl XII:s kurir
- 1924 – Livet på landet
- 1924 – Halta Lena och vindögda Per
- 1924 – En piga bland pigor
- 1924 – 33.333
- 1925 – Bröderna Östermans huskors
- 1925 – Karl XII
- 1926 – Sven Klingas levnadsöde
- 1931 – Längtan till havet
- 1931 – En natt
- 1931 – Brokiga blad
- 1931 – Markurells i Wadköping
- 1932 – Svarta rosor
- 1932 – Värmlänningarna
- 1932 – Kärlek och kassabrist
- 1932 – Hans livs match
- 1933 – Inled mig i frestelse
- 1933 – En natt på Smygeholm
- 1933 – Djurgårdsnätter
- 1934 – Kvinnorna kring Larsson
- 1934 – Uppsagd
- 1934 – Hon eller ingen
- 1934 – Äventyr på hotell
- 1934 – Havets melodi
- 1935 – Skärgårdsflirt
- 1936 – Kvartetten som sprängdes
- 1936 – Raggen – det är jag det
- 1937 – Skicka hem nr. 7
- 1938 – Sol över Sverige
- 1938 – Du gamla du fria
- 1939 – Vi på Solgläntan
- 1941 – I paradis...
- 1941 – Striden går vidare
- 1941 – Tänk, om jag gifter mig med prästen
- 1942 – Morgondagens melodi
- 1942 – Fallet Ingegerd Bremssen
- 1942 – Gula kliniken
- 1942 – Ta hand om Ulla
- 1942 – Rid i natt!
- 1943 – I brist på bevis
- 1943 – Fångad av en röst
- 1943 – Anna Lans
- 1943 – Sjätte skottet

## Teater

### Roller (ej komplett)
| År   | Roll                                | Produktion                                                               | Regi                    | Teater                |
| ---- | ----------------------------------- | ------------------------------------------------------------------------ | ----------------------- | --------------------- |
| 1919 | Tranto                              | Titeln Arnold Bennett                                                    | Einar Fröberg           | Intima teatern        |
| 1919 | Jörgen                              | Ambrosius Christian Molbech                                              | Einar Fröberg           | Intima teatern        |
| 1919 | Andersson                           | Individernas förbund Einar Fröberg                                       | Einar Fröberg           | Intima teatern        |
| 1919 | Professorn                          | Segergudinnan Ernst Didring                                              |                         | Intima teatern        |
| 1919 | Briquet                             | Den nya garnisonen Louis Angely och C.G. Etienne                         | Josua Bengtson          | Intima teatern        |
| 1920 | Troels                              | Barnsölet Ludvig Holberg                                                 | Rune Carlsten           | Intima teatern        |
| 1920 | Edouard                             | Aigretten Dario Niccodemi                                                | Einar Fröberg           | Intima teatern        |
| 1920 | William                             | Änkleken W. Somerset Maugham                                             | Rune Carlsten           | Intima teatern        |
| 1920 | Dowker                              | Öga för öga John Galsworthy                                              | Einar Fröberg           | Intima teatern        |
| 1920 | Doktor Mourier                      | Min far hade rätt Sacha Guitry                                           | Einar Fröberg           | Intima teatern        |
| 1920 | Leo Vannaire                        | Fästningen faller Sacha Guitry                                           |                         | Intima teatern        |
| 1920 | Poul Abel                           | 2 X 2=5 Gustav Wied                                                      |                         | Intima teatern        |
| 1921 | Baptistin                           | En hustru för mycket Francis de Croisset                                 | Einar Fröberg           | Intima teatern        |
| 1921 | Mannen med järnkroken               | Himlens hemlighet Pär Lagerkvist                                         | Einar Fröberg           | Intima teatern        |
| 1922 |                                     | Hasard Alfred Savoir                                                     | Vilhelm Bryde           | Turné                 |
| 1923 | Makepease Witter                    | Din nästas fästmö Adelaide Matthews och Anne Nichols                     | Ernst Eklund            | Blancheteatern        |
| 1923 | Job Kurk                            | Rika morbror August Blanche                                              | Albert Ståhl            | Blancheteatern        |
| 1924 | Elemér Tukoczay                     | Grevinnan Lolotte Leopold Lipschütz                                      | Ernst Eklund            | Blancheteatern        |
| 1924 | Cyril Marignac                      | Odygdens belöning Félix Gandéra och Claude Gevel                         | Karin Swanström         | Blancheteatern        |
| 1924 | Jackson, betjänt                    | Reggies bröllop Edward Salisbury Field                                   | Ernst Eklund            | Blancheteatern        |
| 1924 | Lorel                               | Vännen Lorel Adrien Vély och H. R. Girardet                              | Tollie Zellman          | Komediteatern         |
| 1924 | Le Rémois                           | Fördraget i Auteuil Louis Verneuil                                       | Einar Fröberg           | Blancheteatern        |
| 1924 | Brachinet                           | Dockan André Picard och Val André Jaeger-Schmidt                         | Karin Swanström         | Blancheteatern        |
| 1925 | Archibald Burel, f.d. bankir        | Min polska kusin Louis Verneuil                                          | Karin Swanström         | Blancheteatern        |
| 1925 | Carraway Pim                        | Mr Pim tittar in A.A. Milne                                              | Mathias Taube           | Blancheteatern        |
| 1926 | Judd                                | En tillfällig äkta man Edward A. Paulton                                 | Einar Fröberg           | Blancheteatern        |
| 1926 | Frans, betjänt                      | Hans majestät får vänta Oscar Rydqvist                                   | Einar Fröberg           | Komediteatern         |
| 1927 | Birbat, Madeleines far              | Buketten André Birabeau och Georges Dolley                               | Erik Berglund           | Komediteatern         |
| 1927 | Samuel Hackitt, f.d. straffånge     | Mysteriet Milton Edgar Wallace                                           | Ernst Eklund            | Komediteatern         |
| 1927 | Frans, betjänt                      | Hans majestät får vänta Oscar Rydqvist                                   | Einar Fröberg           | Komediteatern         |
| 1928 |                                     | Indianer och vita Axel Berggren                                          | Albert Ståhl            | Komediteatern         |
| 1928 | Signore Sirelli                     | Alla ha rätt Luigi Pirandello                                            | Ernst Eklund            | Komediteatern         |
| 1928 | En kommunist                        | Mördaren Hildur Dixelius                                                 | Ernst Eklund            | Komediteatern         |
| 1929 | Dumary, hovmästare                  | S.k. kärlek Edwin J. Burke                                               | Harry Roeck-Hansen      | Djurgårdsteatern      |
| 1929 | Gatusångaren Krokfinger-Jakob       | Tolvskillingsoperan (Die Dreigroschenoper) Bertolt Brecht och Kurt Weill | Ernst Eklund            | Komediteatern         |
| 1930 | Sir Herbert Drake, Bills onkel      | God morgon, Bill P.G. Wodehouse och Ladislaus Fodor                      | Gösta Cederlund         | Komediteatern         |
| 1931 |                                     | Ett tu tre Ferenc Molnár                                                 | Bjørn Bjørnson          | Oscarsteatern         |
| 1931 |                                     | Du skall säga nej August Brunius                                         | John W. Brunius         | Oscarsteatern         |
| 1931 | Grimaud, lakej                      | Mozart Sacha Guitry                                                      | Ragnar Hyltén-Cavallius | Oscarsteatern         |
| 1931 |                                     | Peter Pan J.M. Barrie                                                    | Palle Brunius           | Oscarsteatern         |
| 1932 |                                     | Fanny Marcel Pagnol                                                      | Pauline Brunius         | Oscarsteatern         |
| 1932 | Olstad                              | Vi som går köksvägen Gösta Stevens                                       | Nils Lundell            | Södra Teatern         |
| 1933 | Medverkande                         | Ett leende år, revy Gösta Stevens och Kar de Mumma                       | Björn Hodell            | Södra Teatern         |
| 1933 | Sjömannen                           | Sverige är räddat Erik Lindorm                                           |                         | Folkteatern           |
| 1933 |                                     | En kvinna med flax Brita von Horn                                        | Per-Axel Branner        | Folkteatern           |
| 1935 |                                     | Tovaritch Jacques Deval                                                  | Carlo Keil-Möller       | Göteborgs stadsteater |
| 1935 | Kannstöparmästare Herman von Bremen | Den politiska kannstöparen Ludvig Holberg                                | Knut Ström              | Göteborgs stadsteater |
| 1938 |                                     | Tolvskillingsoperan (Die Dreigroschenoper) Bertolt Brecht och Kurt Weill | Ernst Eklund            | Oscarsteatern         |

### Regi
| År   | Produktion           | Upphovsmän    | Teater        |
| ---- | -------------------- | ------------- | ------------- |
| 1932 | Vi som går köksvägen | Gösta Stevens | Södra Teatern |